# Cymodusa
Cymodusa is een insectengeslacht dat behoort tot de orde vliesvleugeligen (Hymenoptera) en de familie van de gewone sluipwespen (Ichneumonidae). De wetenschappelijke naam van het geslacht werd voor het eerst geldig gepubliceerd door Holmgren in 1858.

## Soorten
- C. abasica Dbar, 1984
- C. aenigma Dbar, 1985
- C. ambigua Dbar, 1984
- C. ancilla (Seyrig, 1927)
- C. antennator Holmgren, 1860
- C. atra Dbar, 1984
- C. australis (Smits van Burgst, 1913)
- C. borealis Sanborne, 1990
- C. clypearis Dbar, 1984
- C. columbiensis Sanborne, 1986
- C. combinator (Aubert, 1974)
- C. convergator (Aubert, 1972)
- C. cruentata (Gravenhorst, 1829)
- Cymodusa culaiica Sheng, Li & Sun, 2021
- C. declinator (Gravenhorst, 1829)
- C. distincta (Cresson, 1864)
- C. dravida Gupta & Gupta, 1974
- C. exilis Holmgren, 1860
- C. geolimi Jin-Kyung, Kolarov & Lee, 2013[2]
- C. jaceki Sawoniewicz, 1978
- C. josephi Gupta & Gupta, 1974
- C. kasparyani Dbar, 1984
- C. koreana Jin-Kyung, Kolarov & Lee, 2013[2]
- C. leucocera Holmgren, 1859
- C. longiterebra Dbar, 1985
- Cymodusa melana Sheng, Li & Sun, 2021
- C. melanocera Viereck, 1925
- C. montana Sanborne, 1986
- C. nicolei Sanborne, 1986
- C. nigra Sedivy, 1965
- C. nigripes (Viereck, 1925)
- C. oculator Dbar, 1985
- C. orientalis Uchida, 1956
- C. partis (Viereck, 1925)
- C. parva Dbar, 1985
- C. petiolaris Dbar, 1984
- C. propodeata Kolarov & Yurtcan, 2008
- C. ruficincta Sanborne, 1986
- C. rufiventris Dbar, 1985
- C. santoshae Gupta & Gupta, 1974
- C. shiva Gupta & Gupta, 1974
- C. taprobanica (Cameron, 1905)
- C. tibialis Dbar, 1985
- C. yeungnamensis Jin-Kyung, Kolarov & Lee, 2013[2]
- C. yildirimi Kolarov & Coruh, 2008
- C. ypy Onody & Penteado-Dias, 2019[3]